# Lange Mauern

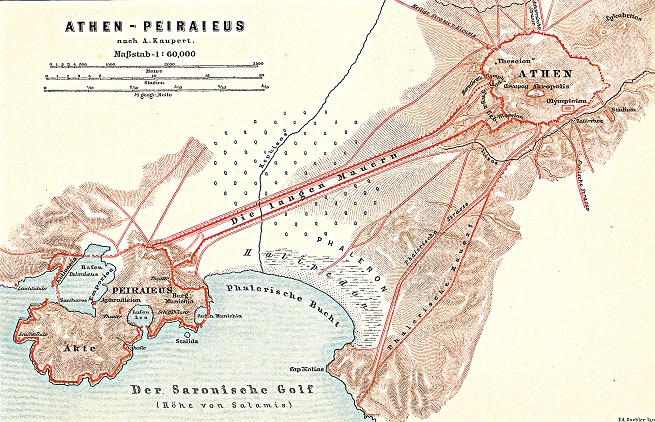
Lange Mauern zwischen Athen und dem Hafen Piräus

Die Langen Mauern (altgriechisch τὰ μακρὰ τείχη tá makrá teíche (n. pl.)) sind Festungsmauern, die in der Antike beispielsweise die Stadt Athen über 5 Kilometer mit ihrem Hafen Piräus verbanden, um einen sicheren Verkehrsweg zwischen beiden Städten zu haben. Auch andere Poleis hatten Lange Mauern zu ihren Hafenplätzen (so Megara); die zwischen Athen und Piräus sind aber die bekanntesten.
Die ersten Mauern (Nordwall und Wall Athen–Phaleron) wurden unter der Führung des Themistokles nach 479 v. Chr. errichtet. Zwischen 461 und 456 v. Chr. wurden die Befestigungen unter der Führung des Perikles vollendet (Bau des Südwalls).
Nach der Niederlage Athens im Peloponnesischen Krieg (431 bis 404 v. Chr.) wurden die Mauern von den siegreichen Spartanern auf folgende Weise zerstört:

„Nach der Annahme der Friedensbedingungen fuhr Lysander in den Peiraios ein, die Verbannten kehrten zurück, und man begann mit Freude, die Mauern unter der Begleitmusik von Flötenspielerinnen einzureißen, da man glaubte, dass mit jenem Tag der Anfang der Freiheit für Hellas begonnen habe.“

Im Jahr 394 v. Chr. wurden sie unter Konon wieder aufgebaut.
Der Verlauf aller drei Wälle ist noch heute im Stadtgebiet von Athen deutlich erkennbar. Dabei entspricht der Verlauf der Straßen „Kalirrhoe“ und „Chamosternas“ dem südwestlichen Verlauf der antiken Stadtmauer Athens. Die Straße „Mikras Asias“ deckt sich mit der nordöstlichen Stadtmauer des Piräus.
- Der Nordwall beginnt am Piräus bei der Einmündung der Straße 56 in die Straße „Mikras Asias“ und folgt dieser Straße 56 über 3,25 km, danach verläuft er 1,1 km entlang der Straße „Kiprou“. Das letzte Stück (ca. 450 m) bis zur alten Stadtmauer von Athen ist überbaut.
- In genau 177 m (einem Stadion) Abstand parallel dazu verläuft erst 3,4 km lang die U-Bahn-Linie 1 und dann die Straßen „Kannelopoulou“ und „Andrea Mourati“. Das ist die Trasse des Südwalls.
- Der 413 v. Chr. aufgegebene Wall von Athen nach Phaleron findet sich in der Straße Nr. 91 (Athen-Paleo Faliro) wieder.

Besonders deutlich zeichnen sich Nord- und Südwall westlich des Flusses Kifisos ab. Dieses in der Antike landwirtschaftlich genutzte Gebiet gehört heute zum Athener Stadtteil Moschato. Dort verlaufen Straße 56 und S-Bahn-Linie 1 über 1,6 km genau parallel zueinander mit 177 m Abstand.
Bei Ausgrabungen fand man die Grabstele (NAMA 7901).

## Weitere Beispiele
Durch eine ähnliche Abwehrmauer waren im 4. Jahrhundert v. Chr. die Akropolis (Akrokorinth) und die Stadt von Korinth mit ihrem Hafen Lechaion am Golf von Korinth verbunden. Argos scheiterte mit einem entsprechenden Projekt durch mehrfache Intervention Spartas. Megara baute im 5. Jahrhundert mit athenischer Unterstützung lange Mauern zum Hafen Nisaia.